# Barry Markus
Pour les articles homonymes, voir Markus.
Barry Markus, né le 17 juillet 1991 à Amsterdam, est un coureur cycliste néerlandais, des années 2010.

## Biographie
En 2009, en catégorie juniors, Barry Markus est médaillé d'argent du championnat d'Europe sur route, deuxième du GP Général Patton et troisième du Paris-Roubaix juniors.
En 2010, Barry Markus est recruté par l'équipe continentale Rabobank Continental, équipe réserve de l'équipe ProTour Rabobank. Il gagne durant cette année une étape du Tour de Thuringe. 
En 2011, il gagne en début de saison le Ster van Zwolle et le Dorpenomloop Rucphen. Il obtient des places d'honneur lors d'étapes du Tour de Normandie, de l'Olympia's Tour et se classe deuxième du Grand Prix de Nogent-sur-Oise et dixième du Tour de Drenthe. En août, il gagne la première étape et le contre-la-montre par équipes du Tour de León. Durant ce mois, il intègre l'équipe néerlandaise Vacansoleil-DCM, dotée d'une licence ProTeam, en tant que stagiaire. Il termine sa saison au Tour de Grande-Bretagne, où il est quatrième de la première étape puis se casse une clavicule lors d'une chute. Ses résultats convainquent la direction de Vacansoleil-DCM de lui faire signer un contrat de deux ans.
Pressenti sur le Tour d'Italie 2013, Markus ne peut y participer en raison d'une fracture à un scaphoïde subie au mois d'avril. En deuxième partie de saison, il participe finalement au seul grand tour de sa carrière lors du Tour d'Espagne, où il abandonne au cours de la 10e étape.
À la fin de l'année 2013, l'équipe Vacansoleil disparaît. Barry Markus est recruté par l'équipe Belkin, pour deux ans. En avril 2014, il prend la deuxième place du Tour de Cologne. Le mois suivant, il se fracture le poignet lors du Tour de Belgique. Il reprend la compétition en juillet. En 2017, il retourne au niveau continental, où court pendant encore deux ans. Après la saison 2018, il met fin à sa carrière de coureur à l'âge de 27 ans.

## Palmarès sur route

### Par année
- 2006
  -  Champion des Pays-Bas du contre-la-montre cadets
  - 1re étape du Critérium Européen des Jeunes
  - 2e du Critérium Européen des Jeunes
- 2007
  -  Champion des Pays-Bas du contre-la-montre cadets
- 2008
  - Kuurnse Leieomloop
  - 1re et 4e étapes des Trois jours d'Axel
  - 3e de la Ster van Zuid-Limburg
  - 4e du championnat du monde sur route juniors
- 2009
  - Flèche du Brabant flamand
  - 1re étape du Trofeo Karlsberg
  -  Médaillé d'argent du championnat d'Europe sur route juniors
  - 2e du Grand Prix Général Patton
  - 3e de Paris-Roubaix juniors
- 2010
  - Dorpenomloop Rucphen
  - 2e étape du Tour de Thuringe
- 2011
  - Ster van Zwolle
  - Dorpenomloop Rucphen
  - 1re et 2eb (contre-la-montre par équipes) étapes du Tour de León
  - 2e du Grand Prix de la ville de Nogent-sur-Oise
- 2012
  - 2e d'À travers Drenthe
- 2013
  - 3e du Grand Prix de l'Escaut
- 2014
  - 2e du Tour de Cologne
- 2015
  - 2e d'À travers Drenthe
- 2017
  - 3e du Circuit du Pays de Waes

### Résultats sur les grands tours

#### Tour d'Espagne
1 participation
- 2013 : abandon (10e étape)

### Classements mondiaux
| Année           | 2010 | 2011 | 2012 | 2013 | 2014 | 2015 | 2016 | 2017   |
| --------------- | ---- | ---- | ---- | ---- | ---- | ---- | ---- | ------ |
| UCI World Tour  |      |      | nc   | 226e | nc   | nc   |      |        |
| UCI Europe Tour | 701e | 80e  |      |      |      |      | 552e | 1 653e |

## Palmarès sur piste

### Championnats d'Europe
- Anadia 2012
  -  Médaillé de bronze du scratch espoirs

### Championnats nationaux
| - 2007 - 2e du championnat des Pays-Bas du scratch juniors - 3e du championnat des Pays-Bas du keirin juniors - 3e du championnat des Pays-Bas de l'américaine juniors - 2008 - Champion des Pays-Bas du keirin juniors - Champion des Pays-Bas de l'américaine juniors (avec Yoeri Havik) - 2e du championnat des Pays-Bas de course aux points juniors - 2e du championnat des Pays-Bas du kilomètre juniors - 3e du championnat des Pays-Bas du scratch juniors - 2009 - 3e du championnat des Pays-Bas de l'américaine - 2010 - 2e du championnat des Pays-Bas de l'américaine - 3e du championnat des Pays-Bas du scratch - 3e du championnat des Pays-Bas de course aux points | - 2011 - Champion des Pays-Bas de l'américaine (avec Roy Pieters) - 3e du championnat des Pays-Bas du scratch - 2012 - 3e du championnat des Pays-Bas du scratch - 2013 - 3e du championnat des Pays-Bas de course aux points - 3e du championnat des Pays-Bas du scratch - 2015 - Champion des Pays-Bas de poursuite par équipes - 2016 - 2e du championnat des Pays-Bas de poursuite par équipes |

### UIV Cup
- 2011
  - UIV Cup - Rotterdam (avec Max Stahr)